# Crossognathiformes
I crossognatiformi (Crossognathiformes) sono un gruppo di pesci ossei estinti, appartenenti ai teleostei. Vissero tra il Giurassico superiore e l'Eocene medio (circa 160 - 48 milioni di anni fa) e i loro resti fossili sono stati ritrovati in Europa, Nordamerica, Sudamerica e Asia.

## Descrizione
Questi pesci possedevano solitamente un corpo slanciato e una testa piuttosto grande; le prime forme erano di piccole dimensioni, e solitamente non erano lunghi più di 30 centimetri, ma alcune forme del Cretaceo e del Paleogene, come Pachyrhizodus e Platinx, superavano il metro di lunghezza. L'aspetto ricordava vagamente quello di aringhe o sardine dalla testa grossa, o in alcuni casi quello di grossi salmoni. I crossognatiformi erano caratterizzati da un osso extrascapolare ben sviluppato che si estendeva posteriormente fino al bordo posteriore dell'opercolo, e da una grande fossa post-temporale limitata dalle ossa epiotico, pterotico, exoccipitale e intercalare. Oltre a ciò, tutti i crossognatiformi avevano alcune omoplasie come un parasfenoide privo di denti e l'osso retroarticolare escluso dalla faccetta articolare per l'osso quadrato.

## Classificazione
L'ordine Crossognathiformes venne istituito da Taverne nel 1989, per accogliere alcuni teleostei cretacei simili ai clupeiformi, come Crossognathus e Apsopelix. Successivamente, ai crossognatiformi vennero ascritti anche i Pachyrhizodontoidei, un gruppo di pesci di dimensioni solitamente più grandi, tra cui Pachyrhizodus, Rhacolepis e Notelops. Nel 2008, Gloria Arratia indicò tra i crossognatiformi anche alcune forme giurassiche, come Chongichthys e i Varasichthyidae, del Giurassico del Cile. Nel 2011 venne descritto Bavarichthys, un crossognatiforme del Giurassico della Germania. 
I crossognatiformi comprendono cinque famiglie, due tipiche del Giurassico (Chongichthyidae e Varasichthyidae) e tre del Cretaceo (Crossognathidae, Notelopidae e Pachyrhizodontidae). L'ultimo genere noto, il pachirizodontide Platinx, visse nell'Eocene medio e i suoi resti fossili sono stati ritrovati nel famoso giacimento di Bolca, in provincia di Verona. 
- Ordine †Crossognathiformes Taverne 1989[1][2][3]

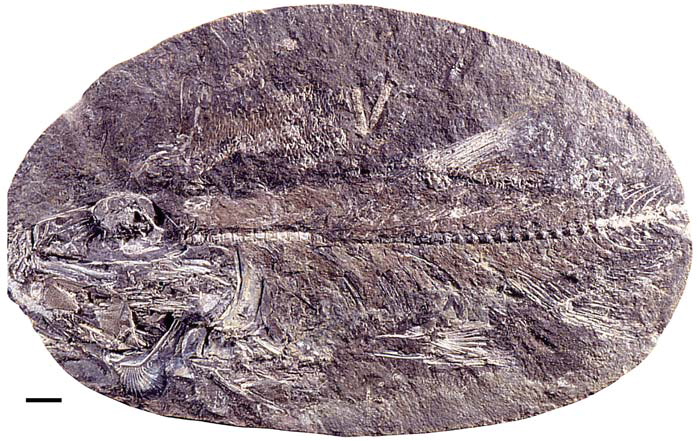
Fossile di Varasichthys ariasi

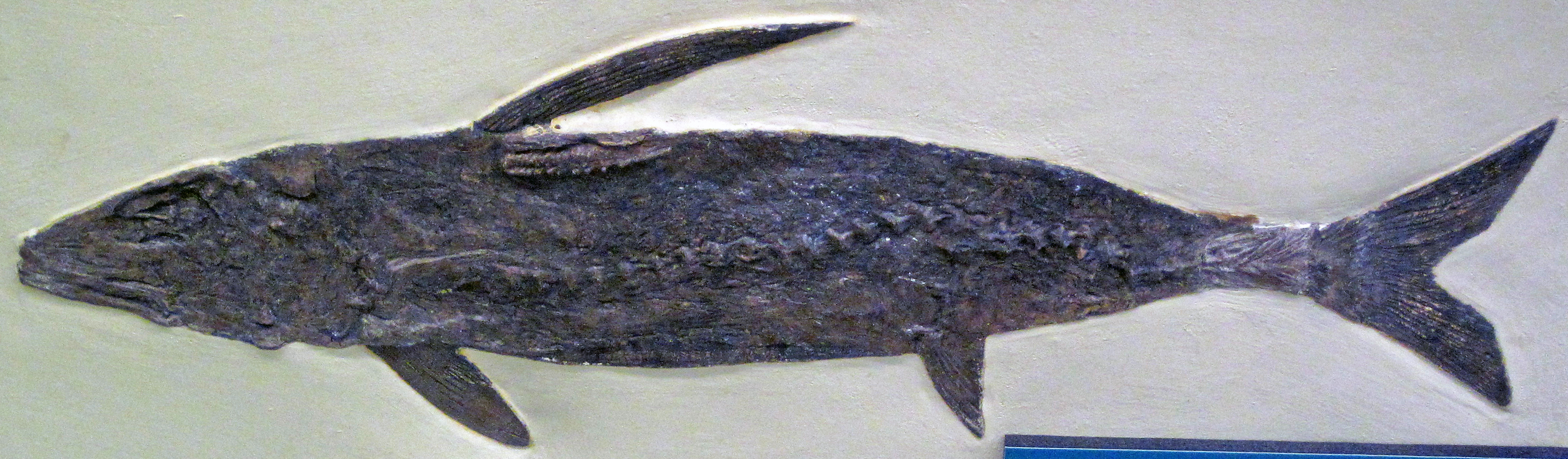
Fossile di Apsopelix sp.

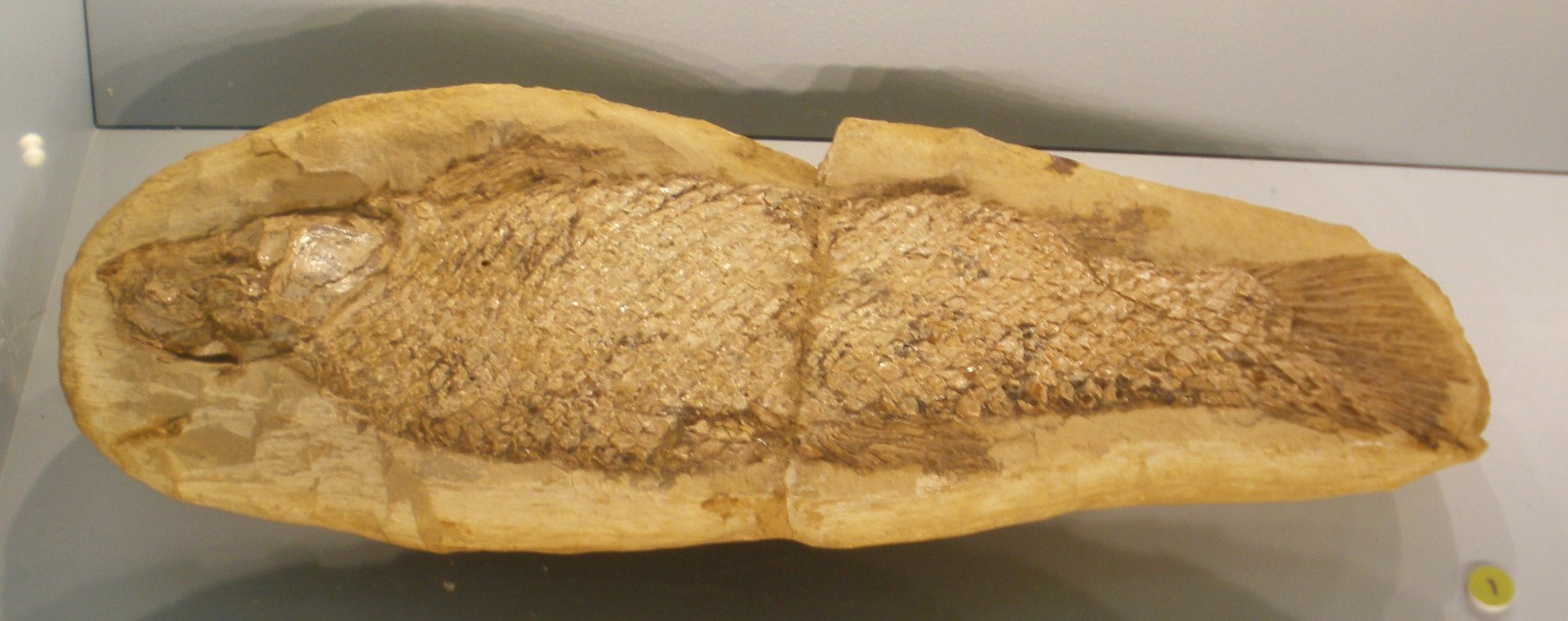
Fossile di Notelops brama

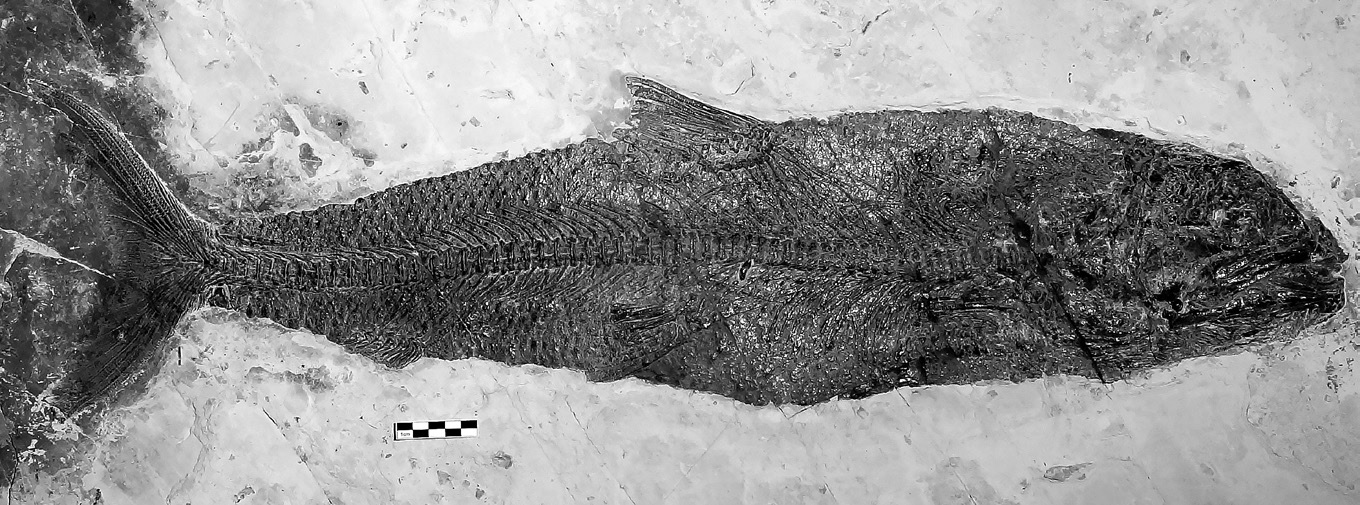
Fossile di Cavinichthys pachylepis

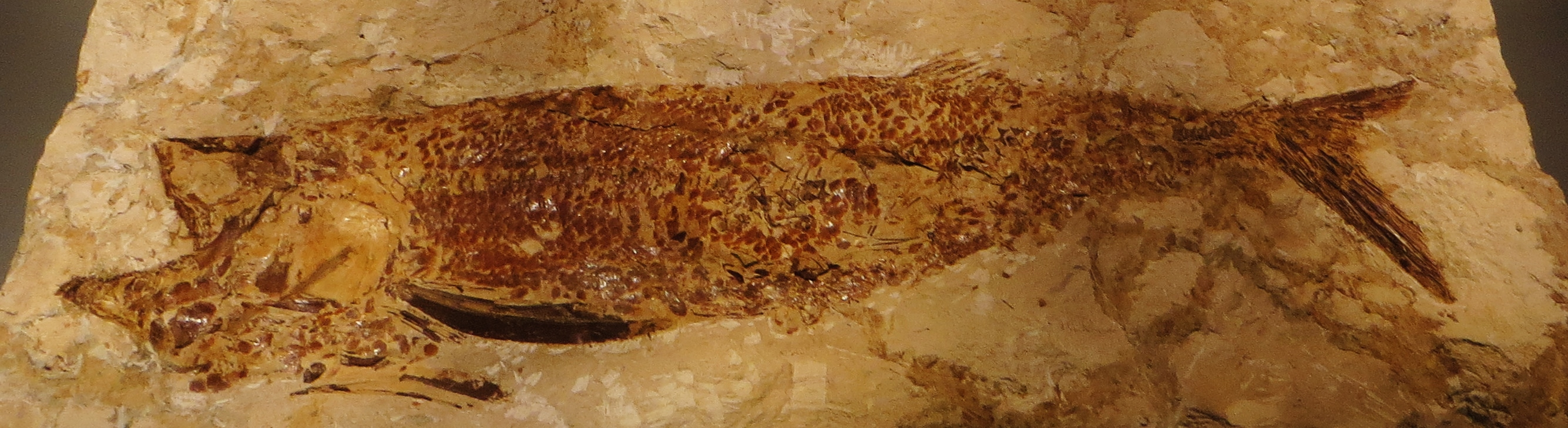
Fossile di Platinx sp.

- - Sottordine †Crossognathoidei Taverne 1989
    - Famiglia †Chongichthyidae Arratia 1982
      - †Bavarichthys Arratia & Tischlinger 2010
      - †Chongichthys Arratia 1982

    - Famiglia †Varasichthyidae Arratia 1981
      - †Bobbichthys Arratia 1986
      - †Domeykos Arratia & Schultze 1985
      - †Luisichthys Arratia & Schultze 1985
      - †Protoclupea Arratia et al. 1975
      - †Varasichthys Arratia 1981

    - Famiglia †Crossognathidae Woodward 1901 [Apsopelicidae Romer 1966; Syllaemidae Cragin 1901; Pelecorapidae Cragin 1901]
      - †Apsopelix Cope 1871 [Helmintholepis Cockerell 1919; Leptichthys Stewart 1899; Palaeoclupea Dante 1942; Pelecorapis Cope 1874; Syllaemus Cope 1875]
      - †Crossognathus Pictet 1858

  - Sottordine  †Pachyrhizodontoidei Forey 1977
    - †Kradimus Veysey et al. 2020
    - Famiglia †Notelopidae Forey 1977
      - †Notelops Woodward 1901

    - Famiglia †Pachyrhizodontidae Cope 1872 [Greenwoodellidae Taverne 1973; Thrissopatrinae Boulenger 1904b]
      -  ?†Apricenapiscis Taverne 2013
      -  ?†Greenwoodella Taverne & Ross 1973
      -  ?†Michin Alvarado-Ortega et al. 2008
      -  ?†Motlayoichthys Arratia et al. 2018
      -  ?†Nardopiscis Taverne, 2008
      - †Cavinichthys Taverne & Capasso 2019
      - †Elopopsis Heckel 1856
      - †Goulmimichthys Cavin 1995
      - †Hemielopopsis Bassani 1879
      - †Lebrunichthys Taverne & Capasso 2020
      - †Platinx Agassiz 1835
      - †Pachyrhizodus Dixon 1850 [Acrodontosaurus Mason 1869; Eurychir Jordan 1924; Oricardinus Cope 1872; Thrissopater Günther 1872 sensu Forey 1977]
      - †Polcynichthys London & Shimada 2020
      - †Rhacolepis Agassiz 1843
      - †Stanhopeichthys Taverne & Capasso 2020